# Oliver Strunz
Oliver Strunz (* 14. Juni 2000) ist ein österreichischer Fußballspieler.

## Karriere

### Verein
Strunz begann seine Karriere beim First Vienna FC. Im Jänner 2009 wechselte er in die Jugend des SK Rapid Wien, bei dem er später auch sämtliche Altersstufen in der Akademie durchlief. Im März 2018 debütierte er gegen den FC Karabakh Wien für die Amateure der Rapidler in der Regionalliga. Bis Saisonende kam er zu fünf Einsätzen, in denen er ein Tor erzielte. In der Saison 2018/19 spielte er erneut fünf Mal in der dritthöchsten Spielklasse und erzielte dabei zwei Tore.
In der Saison 2019/20 kam er bis zum Saisonabbruch zweimal zum Einsatz und stieg zu Saisonende mit Rapid II in die 2. Liga auf. Sein Debüt in der zweithöchsten Spielklasse gab er im Oktober 2020, als er am sechsten Spieltag der Saison 2020/21 gegen den SK Vorwärts Steyr in der Startelf stand. In jenem Spiel erzielte er auch prompt sein erstes Zweitligator. Zur Saison 2021/22 rückte er in den Bundesligakader von Rapid. Im Februar 2023 feierte der 22-Jährige sein Startelfdebüt und schnürte gegen SCR Altach gleich einen Doppelpack. Im Mai 2023 wurde sein Vertrag bis Sommer 2027 verlängert.
Nach 30 Bundesligaeinsätzen für Rapid wechselte er zur Saison 2024/25 leihweise zum Ligakonkurrenten SCR Altach. Für Altach kam er während der Leihe zu 15 Bundesligaeinsätzen. Im Februar 2025 wurde die Leihe vorzeitig beendet und Strunz an den Zweitligisten Floridsdorfer AC weiterverliehen. Während der Leihe kam er zu 13 Zweitligaeinsätzen für den FAC.

### Nationalmannschaft
Strunz debütierte im Mai 2017 gegen die Schweiz für die österreichische U-17-Auswahl und erzielte bei der 4:2-Niederlage prompt beide Tore seines Landes. Zwischen September 2017 und März 2018 kam er zu drei Einsätzen für die U-18-Mannschaft. Im Juni 2021 debütierte er gegen Estland für die U-21-Auswahl.